# Renata Torres
Renata Torres (Luanda, 1 de julho de 1987) é uma atriz, performer, humorista, realizadora e produtora luso-angolana. Fundou a produtora artística aRTju e co-fundou a produtora cinematográfica ENVOLVE, Lda. Em 2022, foi uma das personalidades destacadas na "Power List 100" da Bantumen, que reconhece anualmente as 100 personalidades negras Lusófonas mais influentes na sua área. Participa como atriz e produtora em peças de teatro, curtas-metragens, projetos publicitários e exposições, em países como Angola e Portugal. 

## Biografia
Renata Filipa Monteiro Torres nasceu em Luanda a 1 de julho de 1987.  É formada Artes Visuais pela Universidade Estadual de Londrina, no Brasil.  Atualmente, cursa o mestrado em dramaturgias do corpo e da cena, na Universidade Federal do Sul da Bahia.
Trabalha como atriz, humorista, realizadora, professora de moda, produtora, diretora artística e consultora. É também formada em teatro, cinema, televisão, danças de matriz africana, fotografia, moda e técnica vocal.
É a fundadora da produtora artística aRTju e co-fundadora da produtora cinematográfica ENVOLVE, Lda, onde trabalha como directora criativa, produtora, roteirista e realizadora. Exerce também funções de aquisição de conteúdos para a plataforma de streaming “Tchill+”. 
Em 2016, apresentou o programa “Figuras & Vidas” no canal angolano Jango Luxo, assim como a performance “Vida” no TedX Luanda. No mesmo ano, protagonizou o videoclipe do tema "Atrofiar", do músico Cef.
Foi a criadora e protagonista do monólogo teatral “Parto Rosa”, em 2017, uma obra que aborda a o papel das mulheres angolanas na sociedade, que permaneceu em cartaz durante cinco anos. No mesmo ano, participou também no programa de stand up “Tropa dos Tuneza”, no canal Mundo Fox. 
Em 2019, estreou o seu primeiro espetáculo de stand-up intitulado “Vamos falar a sério”. Ainda na área do humor, colabora com a plataforma angolana de comédia “Goz’Aqui”, onde co-apresenta o noticiário satírico “Sopa Saber” e o talk shows “GozéFêmea”.
Estreou-se como realizadora em 2022, adaptando a peça "Parto Rosa" para o cinema. O filme estreou nos cinemas angolanos em 2024.
Foi curadora de dois eventos de cinema em Luanda, em 2022: o Cine Geração, organizado pela Geração 80, e o festival de cinema Pulungunza, organizado pelo Goeth Institute em parceria com a plataforma Ondjango. No mesmo ano, produziu Parto Rosa, onde se estreou como realizadora, uma adaptação da peça homónima estreada em 2017.
Foi também autora duma residência artística no espaço Hangar, em Lisboa, que resultou na criação da peça "Mwene-Kongo: A Mulher da Meia-Noite", um monólogo que explora os tema do luto na sociedade africana, estreado em Luanda a 16 de Dezembro de 2022.
Foi mentora na residência artística "Eu entre nós", produzida pela VPA20/20 e financiada pela Fundação Calouste Gulbenkian entre 2024/2025.
Foi criadora e mentora do projecto de stand up comedy voltado para formação transversal de mulheres na comédia "Isto não é um show de strip", produzido pela aRTju_produções artísticas, financiado pelo edital memórias marginalizadas do Goeth-Institut Angola e patrocinado pela GGMF.